# Cihuatlán
Cihuatlán – miasto w Meksyku, w stanie Jalisco.